# Церковь Троицы Живоначальной (Невьянск)
Церковь Троицы Живоначальной (также известна как «Царская церковь») — православный храм в городе Невьянск, Свердловской области.
Решением Исполнительного комитета Свердловского областного Совета народных депутатов № 75 от 18 февраля 1991 года присвоен статус памятника архитектуры регионального значения.

## История
Каменное двухпрестольное здание построено в период 1850—1853 годов на месте деревянной старообрядческой часовни. В 1937 году здание закрыто и частично разрушено в 1960-х. Использовалось как музей, с 1942 года в здании располагался пищекомбинат. В 1995 году возвращено РПЦ. Ведутся восстановительные работы.

## Архитектура
Проект «царской» церкви выполнен на основе чертежей из альбома образцовых проектов К. А. Тона. В соответствии с правительственной программой о внедрении единоверия среди старообрядцев, церковь строилась на средства казны. По своей объемно-пространственной композиции здание относится к пятиглавому крестово-купольному типу храмов на четырёх опорах.
У храма статичный кубический объём, спокойный силуэт, плоскостной по характеру декор, построенный на основе свободно трактованных ордерных форм в соседстве с кокошниками. Выложенные из лицевого красного кирпича стены имеют трёхчастную композицию с ризалитами на северном, южном, западном фасадах и полукруглой апсидой — на восточном. Углы ризалитов подчёркнуты пучками из трёх пилястр.
Плоскость апсиды расчленена одинарными пилястрами. Заданный стройными пилястрами ритм по вертикали остановлен антаблементом и аттиком. Полуциркульные оконные и дверные проёмы храма обрамлены наличниками и порталами из пилястр, сандриков и кокошников.